# Josef Kristen
Josef "Jupp" Kristen, född den 28 januari 1960 i Köln, är en tysk före detta bancyklist. Han tog en bronsmedalj vid världsmästerskapen i poänglopp för amatörer 1980, varefter han blev professionell. Som sådan blev han europamästare i madison 1987 (därutöver ytterligare fyra EM-medaljer i samma gren) och i omnium 1985 (plus två silver), samt vann sex sexdagarslopp.

## Meriter
| 1982/1983 2:a i madison med Gert Frank 1983/1984 3:a i madison med Henry Rinklin 1984/1985 2:a i omnium 3:a i madison med Henry Rinklin 1985/1986 Europamästare i omnium 3:a i madison med Dietrich Thurau 1986/1987 Europamästare i madison med Roman Hermann 1987/1988 2:a i omnium | Nedan listas Kristens segrar i sexdagarslopp 1983/1984 Kölns sexdagars med René Pijnen 1984/1985 Stuttgarts sexdagars med Henry Rinklin 1985/1986 Dortmunds sexdagars med Roman Hermann Bremens sexdagars med Dietrich Thurau 1986/1987 Stuttgarts sexdagars med Roman Hermann 1987/1988 Münsters sexdagars med Roman Hermann |